# Phora holosericea
Phora holosericea är en tvåvingeart som beskrevs av Schmitz 1920. Phora holosericea ingår i släktet Phora och familjen puckelflugor. Arten är reproducerande i Sverige. Inga underarter finns listade i Catalogue of Life.